# Espigão d'Oeste
Espigão d'Oeste est une municipalité brésilienne située dans l'État du Rondônia.